# Municipio de Pomona View
El municipio de Pomona View (en inglés, Pomona View Township) es un municipio del condado de LaMoure, Dakota del Norte, Estados Unidos. Tiene una población estimada, a mediados de 2023, de 21 habitantes.
Abarca una zona exclusivamente rural.

## Geografía
Está ubicado en las coordenadas 46°20′30″N 98°49′47″O / 46.34167, -98.82972 (46.341768, -98.829623). Según la Oficina del Censo, tiene una superficie total de 93.08 km², de los cuales 92.76 km² corresponden a tierra firme y 0.32 km² están cubiertos de agua.

## Demografía
Según el censo de 2020, en ese momento había 27 personas residiendo en la zona. La densidad de población era de 0.29 hab./km². La totalidad de los habitantes eran blancos. No había hispanos o latinos viviendo en la región.